# Мурадян, Саркис Мамбреевич
Саркис Мамбреевич Мурадя́н (арм. Սարգիս Մուրադյան, 1927  — 2007) — советский армянский живописец. Народный художник Армянской ССР (1977). Лауреат Государственной премии СССР (1976).

## Биография
- 1945 — окончил художественное училище имени Ф. Терлемезяна.
- 1951 — окончил Ереванский художественно-театральный институт.
- С 1954 — член Союза художников Армянской ССР.
- 1964—1968 — председатель художественного совета Художественного фонда Армянская ССР]].
- 1982—1987 — председатель Союза художников Армянской ССР.
- 1985—1995 — депутат Верховного Совета Армянская ССР 11 и 12 созывов.
- С 1990 года — член политической партии Армянская Революционная Федерация (Дашнакцутюн).
- С 1995 преподавал в Ереванской государственной академии художеств. Член Учёного совета академии.

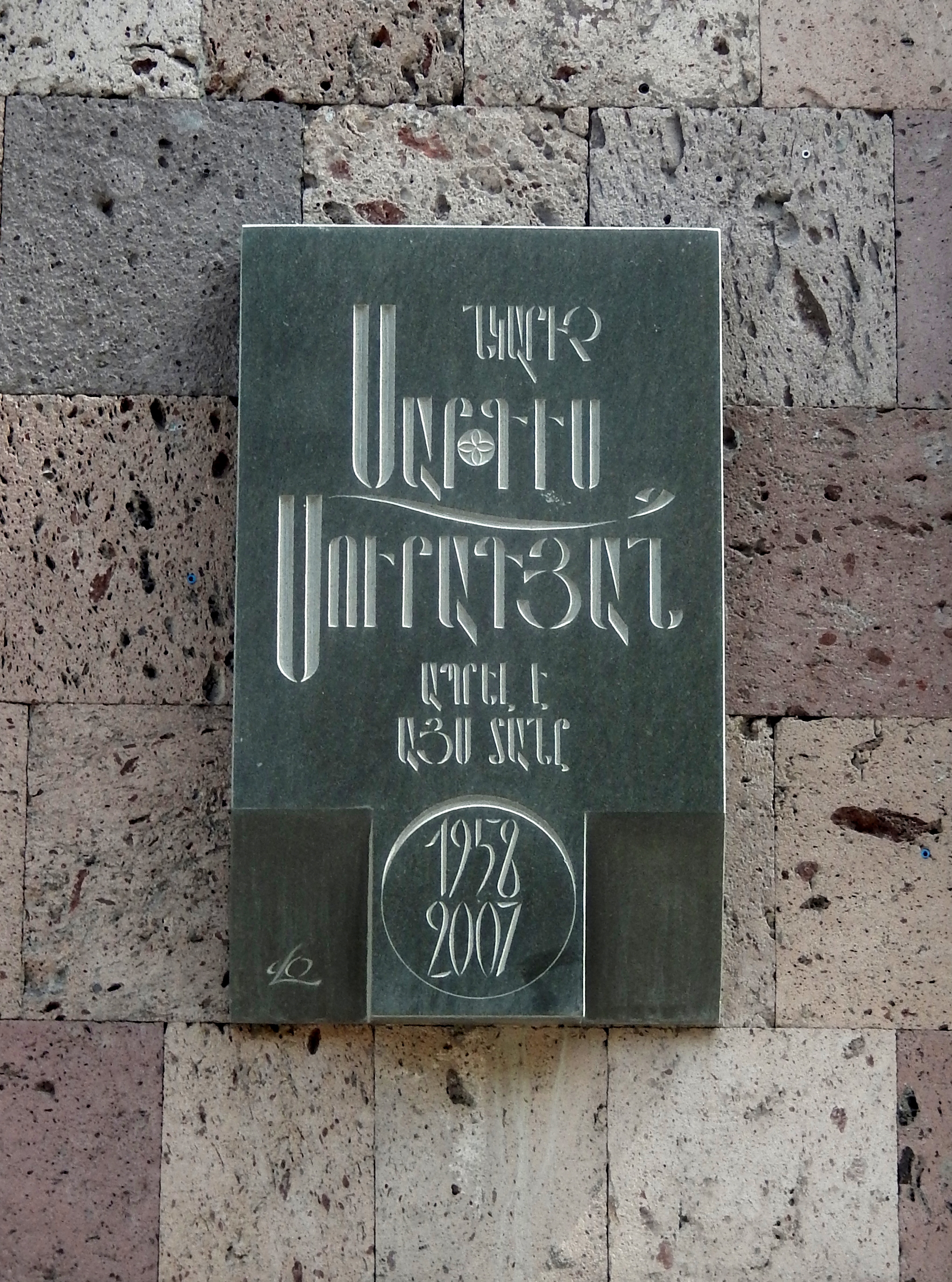
Мемориальная доска Саркиса Мурадяна на стене дома № 24 по улице Киевян Еревана

## Другие данные
- Медаль «За трудовое отличие» (27.06.1956)
- народный художник Армянской ССР (1977)
- заслуженный художник Армянской ССР (1961)
- заслуженный деятель искусств Армянской ССР (1972)
- Бронзовая медаль ВДНХ (1969) за картину «Сыновья не вернулись» (1968).
- Государственная премия СССР (1976) — за картины «Перед рассветом» (1971) и «Под мирным небом» (1972) [1].
- профессор с 1979 года.
- член-корреспондент Академии художеств СССР (1983)

### Известные картины
- Последняя ночь:Комитас (1956)
- Воспоминания о погибшем сыне (1958)
- Свадьба в Раздане (1960)
- Мои дочери (1969)
- Саженцы (1970)
- Сардарапатская битва (1970)
- Армянская целина (1971)
- Сасунцы (1974)
- Портрет Анны (1987)
- Встреча (А. С. Пушкин у гроба А. С. Грибоедова) (1978)
- Ева (1997)